# Piave cabernet riserva
Il Piave Cabernet riserva è un vino DOC la cui produzione è consentita nelle province di Treviso e Venezia.

## Caratteristiche organolettiche
- colore: rosso rubino, quasi granato se invecchiato.
- odore: vinoso, intenso, caratteristico, gradevole.
- sapore: asciutto, sapido, di corpo, lievemente erbaceo, giustamente tannico, armonico e caratteristico.

## Produzione
Provincia, stagione, volume in ettolitri
- nessun dato disponibile